# King Biscuit Flower Hour presents Motörhead
A King Biscuit Flower Hour presents Motörhead album a brit Motörhead zenekar 1983-ban rögzített, de csak 1997-ben kiadott, élő felvételeket tartalmazó nagylemeze.

## Története
Az amerikai King Biscuit Flower Hour rádióadás 1983. augusztus 18-án közvetítette a Motörhead koncertjét a New York-i L'amour klubból. A koncert a két hónappal korábban megjelent Another Perfect Day album észak-amerikai lemezbemutató turnéjának egyik állomása volt.
A Brian 'Robbo' Robertson gitárossal felálló Motörhead nem volt hosszú életű. A gitáros láthatóan kilógott a Motörheadből, nem volt hajlandó olyan állandó koncertfavoritok eljátszására, mint az "Ace of Spades", az "Overkill" vagy a "Bomber". Ezen a koncerten is többségében az Another Perfect Day lemez dalai hangzottak el. Színpadi viselkedése és megbízhatatlansága miatt Robertson végül 1983 őszén kikerült a csapatból.
A felvétel 1997-ben jelent meg CD lemezen, ahol egy interjú is hallható a frontember Lemmyvel.

## Az album dalai
1. "Back at the Funny Farm" [Live] – 3:58
2. "Tales of Glory" [Live] – 3:17
3. "Marching off to War" [Live] – 4:15
4. "Iron Horse/Born to Lose" [Live] – 3:54
5. "Another Perfect Day" [Live] – 6:06
6. "Shine" [Live] – 3:46
7. "I Got Mine" [Live] – 5:42
8. "Interview with Lemmy" [1997] – 21:14

## Közreműködők
- Ian 'Lemmy' Kilmister – basszusgitár, ének
- Brian 'Robbo' Robertson – gitár
- Phil 'Philthy Animal' Taylor – dobok